# Amanda Crew
Amanda Catherine Crew (Langley (Brits-Columbia), 5 juni 1986) is een Canadees actrice. Ze won in 2007 een Leo Award voor haar hoofdrol als Carrie Miller in de Canadees-Amerikaanse dramaserie Whistler en kreeg er in 2012 nog een toegekend voor haar hoofdrol als Nikki in de filmkomedie Sisters & Brothers. Crew maakte in 2005 haar acteerdebuut als Polly Brewer in een aflevering van de tragikomische serie Life As We Know It. Haar eerste filmrol volgde in 2006, als Julie Christensen in de horrorfilm Final Destination 3.

## Filmografie
*Exclusief televisiefilms
- Tone-Deaf (2019)
- Isabelle (2018)
- Freaks (2018)
- Juggernaut (2017)
- A Crooked Somebody (2017)
- Table 19 (2017)
- Chokeslam (2016)
- Poor Boy (2016)
- Race (2016)
- Weepah Way for Now (2015)
- The Age of Adaline (2015)
- Bad City (2014)
- The Identical (2014)
- Crazy Kind of Love (2013)
- Ferocious (2013)
- Miss Dial (2013)
- jOBS (2013)
- Knife Fight (2012)
- Charlie Zone (2011)
- Sisters & Brothers (2011)
- Repeaters (2010)
- Charlie St. Cloud (2010)
- The Break-Up Artist (2009)
- The Haunting in Connecticut (2009)
- Sex Drive (2008)
- That One Night (2008)
- John Tucker Must Die (2006)
- She's the Man (2006)
- Final Destination 3 (2006)

## Televisieseries
*Exclusief eenmalige rollen
- Silicon Valley - Monica (2014-2019, 52 afleveringen)
- Math Bites - ... (2014, drie afleveringen)
- Whistler - Carrie Miller (2006-2007, 26 afleveringen)
- 15/Love - Tanis McTaggart (2005-2006, 23 afleveringen)
- Life As We Know It - Polly Brewer (2005, twee afleveringen)

- Biblioteca Nacional de España: XX4970055
- Bibliothèque nationale de France: cb16159768x (data)
- Gemeinsame Normdatei: 102528352X
- International Standard Name Identifier: 0000 0001 1768 5227
- Library of Congress Control Number: no2008137111
- Système universitaire de documentation: 162483953
- Virtual International Authority File: 68752127
- WorldCat: E39PBJxCCWGH9hWhcBMvrCvbVC